# Maximilian Auste
Maximilian Auste (* 27. Januar 1997 in Berlin) ist ein deutscher Volleyballspieler.

## Karriere
Auste kam durch seine Eltern, die beide Volleyballspieler waren, zu dieser Sportart. Er begann seine eigene Karriere beim Berliner TSC. 2014 kam er zum Nachwuchsteam VC Olympia Berlin, mit dem er in der Saison 2014/15 in der Bundesliga und ein Jahr später in der Zweiten Liga Nord spielte. 2015/16 hatte er außerdem ein Doppelspielrecht für die Berlin Recycling Volleys. Mit den deutschen Junioren erreichte der Diagonalangreifer 2015 bei der U19-Europameisterschaft den vierten Platz und wurde bester Scorer des Turniers. Bei der U20-EM 2016 kam er mit der Mannschaft auf den sechsten Rang. In der Saison 2016/17 hatte er erneut ein Doppelspielrecht für den VCO und die BR Volleys, wobei er wegen einer Knieverletzung die Rückrunde verpasste. 2017 wechselte Auste zum österreichischen Verein UVC Graz, mit dem er auch im Challenge Cup spielte. Anschließend wurde er von den Netzhoppers Königs Wusterhausen verpflichtet. In der Saison 2018/19 erreichte er mit dem Verein das Viertelfinale im DVV-Pokal und den neunten Platz in der Bundesliga. Nach der Saison 2019/20, welche aufgrund der Corona-Pandemie vorzeitig beendet wurde, wechselte Auste zum Zweitliga-Aufsteiger PSV Neustrelitz.
Mit dem neuen Team aus Neustrelitz belegte er in der Saison 2020/21 den sechsten Platz in der 2. Bundesliga Nord. In der darauffolgenden Spielzeit 2021/22 gelang der Sprung auf den dritten Tabellenplatz. Auste widmet sich seit dem Wechsel zum PSV intensiver mit seinem Studium und setzt damit seine Priorität auf die Zukunft nach der Sportkarriere.